# Fiódor Lizogub

Ficha de persona

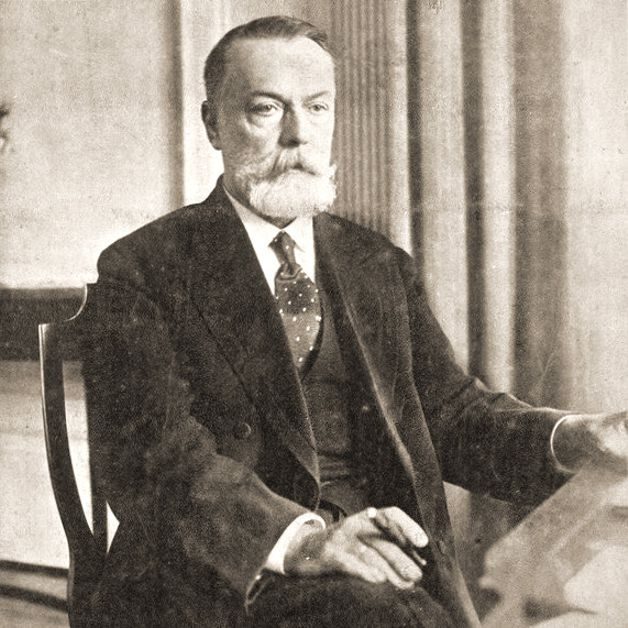
Fiódor Lizogub en torno a la época en la que desempeñó el cargo de primer ministro de Pavló Skoropadski.

Fiódor Lizogub (en ucraniano: Федір Лизогуб, Sedniv, 6 de noviembre de 1851-Belgrado, Yugoslavia, 1928) fue un político ucraniano de familia cosaca. Fue miembro de la asamblea regional de Chernígov de 1886 a 1901. Sirvió como presidente del Gobierno de Poltava de 1901 a 1915. Se destacó como defensor de los intereses culturales ucranianos. Fundó el Museo de Poltava, erigió un monumento en la memoria de Iván Kotlyarevsky y publicó su obra. Animó el desarrollo de la industria ucraniana.
Durante la Primera Guerra Mundial, de 1915 a 1917, sirvió en el consejo de gobierno del Cáucaso. Fue primer ministro del Hetmanato entre el 10 de mayo y el 14 de noviembre de 1918. Fungió  también como ministro de los Interior del 10 de mayo al 8 de julio de 1918. Llevó a cabo una política derechista moderada que buscó infructuosamente un acuerdo con la Unión Nacional Ucraniana, organización que agrupaba a los opositores políticos al hetman Pavló Skoropadski. Más tarde, emigró a Crimea y luego en los Balcanes, donde falleció.